# 春よこい (映画)
『春よこい』（はるよこい）は、2008年公開の日本映画。佐賀県唐津市を舞台とする。全国公開2008年6月7日。佐賀では5月24日に先行公開された。

## あらすじ
佐賀のある漁港。少年ツヨシは優しい両親と少しボケはじめた祖父とともに、平穏無事な生活を送っていた。だが、ある日父は漁船購入代のことで借金取りと喧嘩をし、誤って殺害、行方を眩ましてしまった。それから4年経っても父を忘れられないツヨシを洋子先生は不憫に思い、兄の新聞記者、利夫に相談した。利夫は指名手配の父の写真を見つめるツヨシを写真にとり、父に出てきて欲しいとの願いを込めて記事にするが、それは家族にとって忘れたい過去の暴露に他ならなかった。償いの意味を込めて、利夫は父の行方を追う。その頃父は、街で日雇い労働者として暮らしていた。

## 出演者
- 尾崎芳枝：工藤夕貴
- 岡本利夫：西島秀俊
- 岡本洋子：吹石一恵
- 尾崎ツヨシ：小清水一揮
- 尾崎一平：犬塚弘
- 清水聡美：高橋ひとみ
- 安藤刑事：宇崎竜童
- 尾崎修治：時任三郎

## スタッフ
- 監督：三枝健起
- 製作者：松本光司・桜井良樹・井波洋・鈴木道男
- プロデューサー：市古聖智
- 脚本：中村努・いながききよたか
- 撮影：藤澤順一
- 美術：丸尾知行・山下修侍
- 編集：松本哲夫
- 音楽：三枝成彰
- 照明：長田達也
- 録音：今井善孝
- 主題歌：夏川りみ「だいじょぶ、だいじょうぶ」
- 製作：映画「春よこい」製作委員会（ギガス、ヒラタフイルム、JVCエンタテインメント、シネスパーク）
- 配給：東映
- 上映時間：108分